# Monozłącze
Monozłącze – specjalistyczne złącze używane w gazownictwie. Służy do podłączenia gazomierza do instalacji. Zabezpiecza go przed napięciami i ułatwia prawidłowy montaż. Dostępne w średnicach wlotowych i wylotowych od 1" do 2". Działa z najpopularniejszymi, stosowanymi w Polsce gazomierzami.